# Universiteit voor Economie Praag

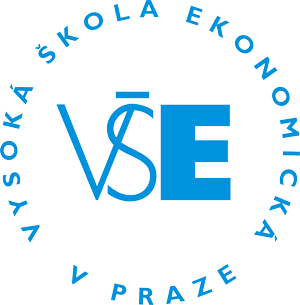
Zegel van de VSE

De Universiteit voor Economie Praag (Tsjechisch: Vysoká škola ekonomická v Praze, afgekort VSE) is een universiteit voor economische studies, gevestigd in Praag. Het heeft een standbeeld van Winston Churchill voor de ingang en het ligt ook op het Winston Churchillplein. De universiteit ligt in Praha 3 en vlak bij het treinstation.
VŠE staat voor 'Vysoká Škola Ekonomicka v Praze'. Dit betekent letterlijk Hogeschool voor de economie in Praag. Het is de grootste universiteit op het gebied van management en economie in Tsjechië. De universiteit heeft zes faculteiten, waarvan vijf in Praag en één in Jindřichův Hradec in Zuid-Bohemen.
VŠE is samengesteld uit meer dan 19.000 studenten die worden ondersteund door 650 leden van het academische personeel. Daarnaast werken er ook nog ongeveer 500 niet-academische personeelsleden.